# Parti socialiste de Macédoine
Le Parti socialiste de Macédoine (Социјалистичка партија на Македонија ou Socijalistička Partija na Makedonija, SPM), est un parti politique macédonien de centre gauche, d'orientation sociale-démocrate fondé le 22 septembre 1990 par Kiro Popovski et actuellement dirigé par Ljubisav Ivanov-Dzingo.
Issu de l'Alliance socialiste des travailleurs de Macédoine, le SPM fit partie de divers gouvernements de coalition dirigés par l'Union sociale-démocrate de Macédoine entre 1992 et 1998. 
Depuis 2006, il est membre d'une coalition gouvernementale avec le VMRO-DPMNE. Il détient, depuis 2006, trois sièges de députés.